# Девяткино (станция метро)
«Девя́ткино» (до 1 июля 1992 года, — перед декоммунизацией, — «Комсомо́льская») — станция Петербургского метрополитена. Конечная станция Кировско-Выборгской линии в северном направлении. Расположена на наземном участке линии между порталом тоннелей и электродепо ТЧ-4 «Северное» в городе Мурино. Единственная станция метрополитена Санкт-Петербурга, находящаяся на территории Ленинградской области, и первая в РСФСР и, после, России, построенная на территории другого субъекта федерации. Единственная, построенная в сельской местности, затем ставшей городом. В течение 28 лет, с 1978 по 2006 гг. была самой северной в России, уступив статус станции «Парнас». Также, наряду со станциями «Рыбацкое» и «Шушары», является одной из трёх станций, расположенных за Кольцевой автодорогой.

## Описание
Станция открыта 29 декабря 1978 года под названием «Комсомольская» (в честь 60-й годовщины ВЛКСМ) в составе участка от «Академической» до «Комсомольской». 1 июля 1992 года переименована в «Девяткино» в соответствии с конъюнктурой и названием железнодорожной станции приозерского направления, через которую следуют электропоезда с Финляндского вокзала.

## Архитектура и оформление
«Девяткино» — наземная крытая станция с тремя платформами (средняя — служебная). Боковые платформы совмещены с железнодорожной станцией «Девяткино». Оформление достаточно аскетично, хотя авторский коллектив архитекторов большой: А. С. Гецкин, К. Н. Афонская, И. Е. Сергеева, А. В. Квятковский, Н. И. Згодько. Свод перронного зала выполнен из армоцементных сборных элементов и поддерживается редко поставленными опорами. Полы выложены декоративной плиткой светло-жёлтого оттенка. Имеется надземный переход между платформами станции, который впоследствии был закрыт.
До апреля 2009 года на стенах станции были установлены большие стеклянные витражи. С февраля по апрель 2009 года производились ремонтные работы по замене остекления, после чего витражи были заменены на кирпичную кладку. Окна были оставлены только вдоль крыши, зал стал более тёмным.
На момент открытия на станции было люминесцентное освещение, впоследствии заменённое на ртутное, а в сентябре 2015 года — на светодиоды.

## Путевое развитие
За станцией расположен перекрёстный съезд и электродепо ТЧ-4 «Северное» со своим путевым развитием.
Перегон к депо проходит в крытом коробе, засыпанном сверху землёй. Уходя вправо и пересекая 1-й главный путь станции «Девяткино» Октябрьской железной дороги, перегон затем заканчивается порталом в депо.

## Транспортно-пересадочный узел
Строительство ТПУ предусмотрено в «Программе развития транспортной системы Санкт-Петербурга и Ленинградской области до 2020 г.», который будет включать в себя станцию метро, два автовокзала (междугородный и международный, рассчитанный на 500 отправлений в сутки, с перехватывающей парковкой на 1000 автомобилей), железнодорожный вокзал. Открытие ТПУ планировалось к чемпионату мира по футболу в 2018 году. Проект частично финансируется государством, частично реализуется на деньги инвестора. В 2019 году строительство ТПУ было перенесено на 2035 год.

## Наземный общественный транспорт

#### Пригородные поезда
На станции имеется кросс-платформенная пересадка на пригородные поезда. Девяткино — вторая подобная станция на территории СССР (первая — «Выхино» в Москве, построена в 1966 году).

#### Автобусы
| №    | Пересадки                                                      | Конечный пункт 1     | Конечный пункт 2                          |
| ---- | -------------------------------------------------------------- | -------------------- | ----------------------------------------- |
| 1    | -                                                              | Девяткино Девяткино  | Мурино, Лесная улица                      |
| 2    | -                                                              | Девяткино            | Девяткино                                 |
| 3    | -                                                              | Девяткино            | Девяткино                                 |
| 4    | -                                                              | Девяткино            | Девяткино                                 |
| 5    | -                                                              | Девяткино            | Девяткино                                 |
| 124  | -                                                              | Девяткино            | Хасанская улица                           |
| 562  | -                                                              | Девяткино            | Новое Девяткино, ЛМЗ                      |
| 563  | -                                                              | Девяткино            | Лаврики                                   |
| 619  | Токсово Осельки                                                | Девяткино            | Гарболово                                 |
| 621  | Кузьмолово Токсово                                             | Девяткино            | СНТ «Восход»                              |
| 622  | -                                                              | Девяткино            | Всеволожская                              |
| 625  | Девяткино Токсово                                              | Всеволожская         | Сертолово, микрорайон Чёрная Речка        |
| 627  | Кузьмолово                                                     | Девяткино            | Кузьмолово                                |
| 665  | -                                                              | Девяткино            | Бугры, Тихая улица                        |
| 667  | -                                                              | Девяткино            | Мурино, Петровский бульвар                |
| 668  | -                                                              | Девяткино            | Мурино, улица Шувалова                    |
| 668а | -                                                              | Девяткино            | Мурино, ЖК «Цвета Радуги»                 |
| 670  | -                                                              | Девяткино            | СНТ «Грузино-8»                           |
| 679  | -                                                              | Девяткино            | Сарженка ЖК «Новые Горизонты» ЖК «Энфилд» |
| 679  | -                                                              | Девяткино            | Каменка                                   |
| 680  | -                                                              | Девяткино            | Сярьги ЖК «Мистола Хиллс» Мендсары        |
| 691  | Токсово                                                        | Девяткино            | СНТ «Спутник»                             |
| 851д | Туганы Вервенка Ищево Сланцы                                   | Девяткино            | Сланцы, автостанция                       |
| 859  | Сосново Лосево Громово Суходолье Отрадное                      | Девяткино            | Приозерск                                 |
| 860д | -                                                              | Девяткино            | Тихвин                                    |
| 865д | Лодейное Поле                                                  | Девяткино            | Подпорожье, автостанция                   |
| 879д | Волховстрой Волховстрой-2                                      | Девяткино            | Волхов, Авиационная улица                 |
| 885а | Сосново Лосево                                                 | Девяткино            | Ромашки                                   |
| 885а | Токсово Девяткино Новая Охта                                   | Гражданский проспект | Матокса                                   |
| 2342 | Приозерск Хийтола Ихала Ляскеля Леппясилта Койриноя Питкяранта | Девяткино            | Петрозаводск                              |

#### Маршрутные такси
| №    | Пересадки                                                                                   | Конечный пункт 1    | Конечный пункт 2 |
| ---- | ------------------------------------------------------------------------------------------- | ------------------- | ---------------- |
| 809п | Парнас Горская Александровская Тарховка Солнечное Репино Комарово Зеленогорск Приветненское | Девяткино Девяткино | Приветнинское    |
| 885  | -                                                                                           | Девяткино           | Парнас           |

## Галерея

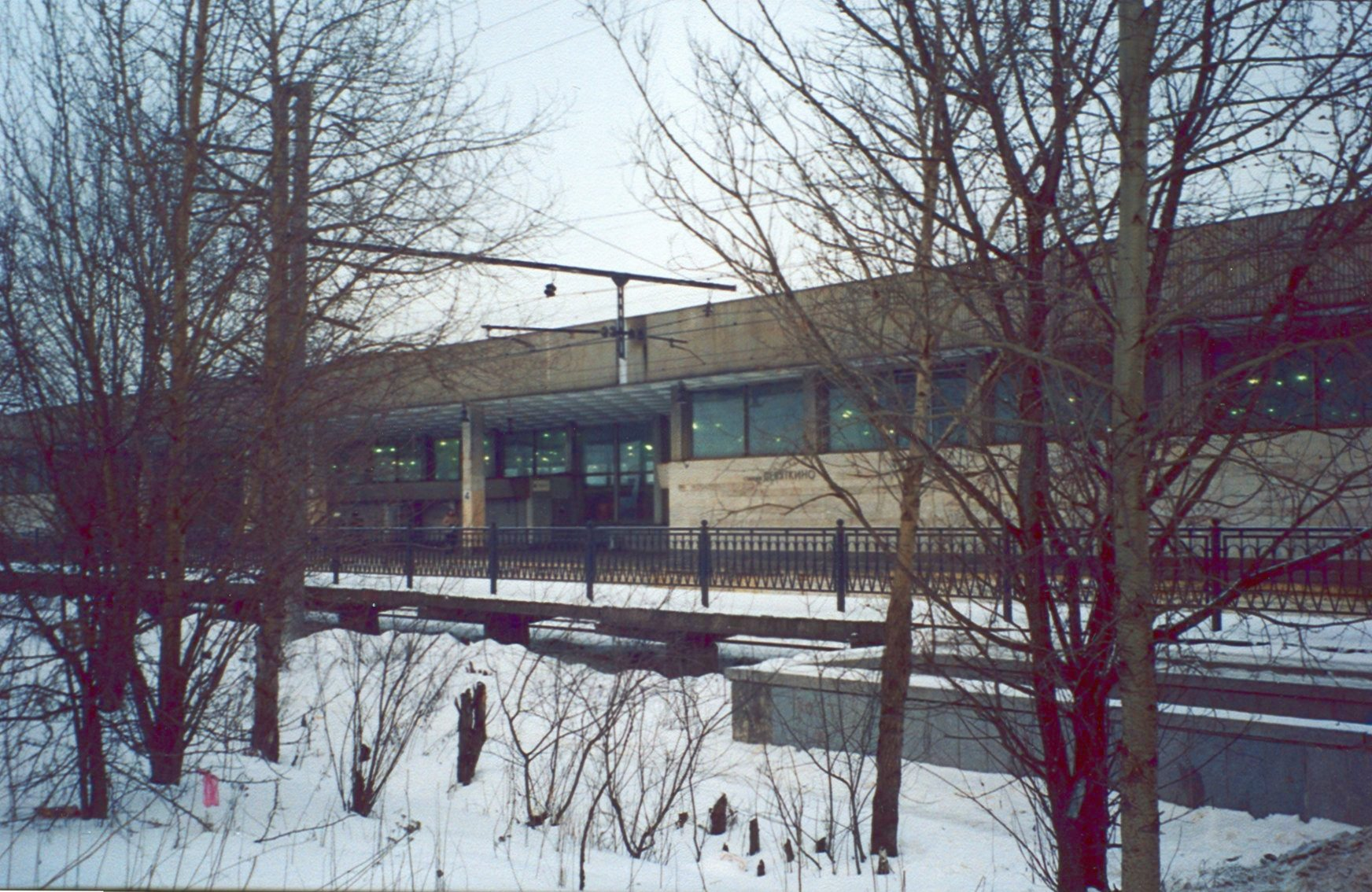
Станция снаружи зимой
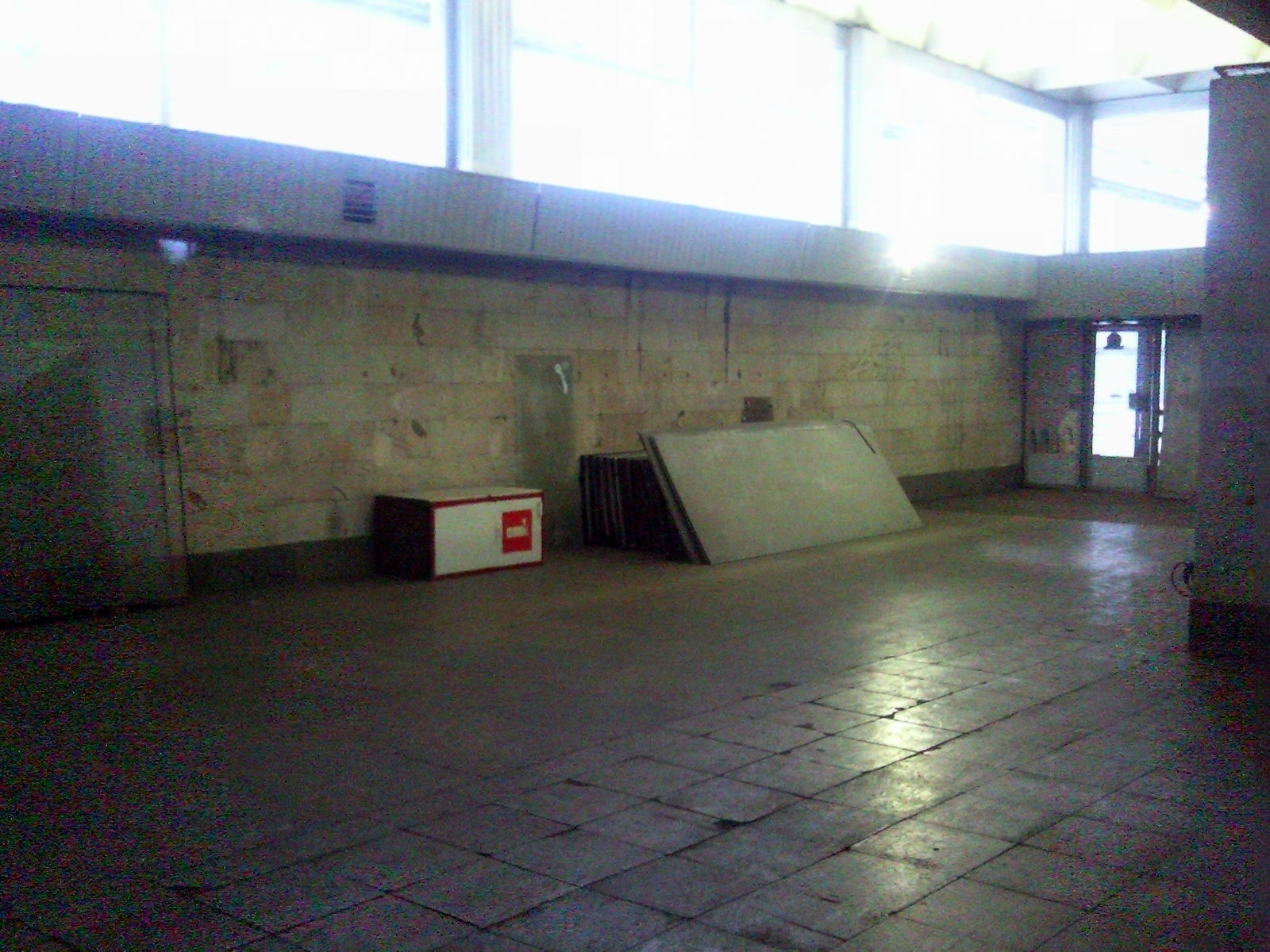
Южный вестибюль станции
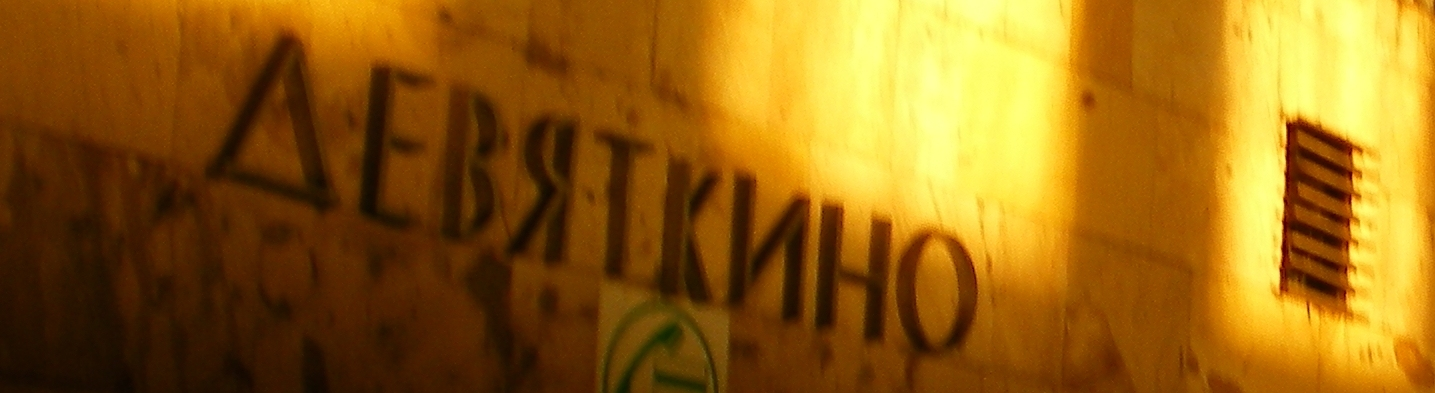
Название станции на стене

### Комментарии
1. ↑  Но, в отличие от станции «Мякинино» Московского метрополитена, являющейся совместным проектом правительства Московской области и частных капиталовложений — предпринимателя Араза Агаларова (компания Crocus Group), не эксплуатирующейся ГУП «Московский метрополитен» и не принадлежащей правительству Москвы[6], станция «Девяткино» принадлежит правительству Санкт-Петербурга[7]